# پفی‌مرغ گینه‌ای
پفی‌مرغ گینه‌ای (نام علمی: Notharchus macrorhynchos) نام یک گونه از سرده تنبل‌خان‌ها است.